# Sergei Zjukin
Sergei Zjukin (Tallinn, 19 januari 1972) is een Estische schaker en voormalig kampioen van Estland. Zijn FIDE-rating was 2359 in 2005 en is 2302 in 2016.  Hij is, sinds 2000, een Internationaal Meester (IM). 
In 1989  rondde Sergei Zjukin  zijn schoolperiode in Tallinn af, in 2001 studeerde hij af aan de  Technische Universiteit van Tallinn met een graad in scheikunde en materiaalkunde. 

## Schaakcarrière
Gedurende vier opeenvolgende jaren  (1987-1990) won Zjukin het Estische kampioenschap voor schoolkinderen.
Hij won het schaakkampioenschap van  Estland in 1996 en werd derde  in 2000.
Sergei Zjukin speelde voor Estland  in de volgende Schaakolympiades:
- In 1996, aan het reserve-bord in de 32e Schaakolympiade in Jerevan (+2 −1 =5)
- In 2000, aan het tweede reserve-bord in de 34e Schaakolympiade in Istanboel (+3 −0 =6)

Sinds 2004 werkt hij als schaakcoach  in Tallinn's Tinu Truusa schaakclub en schaakclub Lasnamäe Noorte (Lasnamäe gymnasium).
In mei 2005 speelde hij mee in het toernooi om het kampioenschap van Estland dat in Tallinn verspeeld werd. Hij eindigde met 3 uit 9 op de zevende plaats.

## Externe koppelingen
- (en)   Informatie over schaakpartijen van Sergei Zjukin op ChessGames.com
- (en)   Informatie over schaakpartijen van Sergei Zjukin op 365chess.com
- (en)  FIDE-ratinggegevens voor Sergei Zjukin